# Franciszek Piłsudski
Franciszek Piłsudski (ur. 1707, zm. 1791) – piwniczy Wielkiego Księstwa Litewskiego, poseł na sejm 1758, starosta wieszwiański.
Kuzyn Kazimierza Piłsudskiego. Był synem Ferdynanda Ignacego (pułkownik, Regimentarz Dywizji Żmudzkiej) i Ludwiki Urszuli z Billewiczów h. Mogiła.
Był dwukrotnie żonaty. Jego pierwszą żoną była Marcjanella Komorowska h. Korczak (córka Bartłomieja i Teresy z Oziembłowskich h. Radwan), z którą miał jednego syna – Jana Chryzostoma (ok. 1760–1832) – starostę wieszwiańskiego, podkomorzego księstwa żmudzkiego, trzykrotnie żonatego – z Heleną Strutyńską h. Sas, siostrą Heleny Bogumiłą Strutyńską (1772–1832) oraz Antoniną Bortkiewicz h. Lubicz.
Drugą żoną Franciszka była Joanna Renno, z którą miał jedną córkę – Anielę, która wyszła za mąż za Jana Frąckiewicza, oboźnego smoleńskiego.
W 1764 roku podpisał elekcję Stanisława Augusta Poniatowskiego z Księstwa Żmudzkiego. Poseł Księstwa Żmudzkiego na Sejm Czaplica 1766 roku.
Był komandorem Orderu Opatrzności Bożej. Został zaliczony w poczet kawalerów Orderu Bożej Opatrzności 4 listopada 1776 r.

## Odznaczenia
- Order Świętego Stanisława (1779)
- Wielki Krzyż Opatrzności Bożej